# George Forsyth
George Patrick Forsyth Sommer (Caracas, 1982. június 20. –) venezuelai születésű perui labdarúgó, az Alianza Lima kapusa.